# Gålsjön (Boteå socken, Ångermanland)
Gålsjön är en sjö i Sollefteå kommun i Ångermanland och ingår i Ångermanälvens huvudavrinningsområde. Sjön är 19,5 meter djup, har en yta på 1,14 kvadratkilometer och är belägen 176,4 meter över havet. Sjön avvattnas av vattendraget Högforsån (Norsjöån).

## Delavrinningsområde
Gålsjön ingår i det delavrinningsområde (701170-160267) som SMHI kallar för Utloppet av Gålsjön. Medelhöjden är 196 meter över havet och ytan är 7,01 kvadratkilometer. Räknas de 13 avrinningsområdena uppströms in blir den ackumulerade arean 81,18 kvadratkilometer. Högforsån (Norsjöån) som avvattnar avrinningsområdet har biflödesordning 2, vilket innebär att vattnet flödar genom totalt 2 vattendrag innan det når havet efter 23 kilometer. Avrinningsområdet består mestadels av skog (81 procent). Avrinningsområdet har 1,27 kvadratkilometer vattenytor vilket ger det en sjöprocent på 18 procent.